# Black Hornet (videogame)
Black Hornet is een videospel voor de Commodore Amiga. Het spel werd uitgebracht in 1991. Het actiespel is een verticaal scrollende shoot 'em up.